# 야마카시 2
《야마카시 2》(영어: Les Fils Du Vent)는 2004년 개봉한 프랑스 영화이며 2001년 영화 야마카시의 속편이다.

## 배역
- 샤를 페리에르 - 로간
- 에로디 영 - 수
- 버트 쿼크 - 웡
- 산티 수다로스 - 키타노
- 로렌트 피에몬테시 - 레오
- 갈레인 엔구바보엑 - 야카이
- 쇼 벨딘 - 키엔
- 얀 나우트라 - 얀
- 말릭 디우프 - 켄지
- 윌리엄스 벨 - 윌리엄스

## 한국판 성우진(KBS)
- 김일  - 로간(샤플 페리에르)
- 임은정 - 수(에로디 영)
- 유만준 - 웡(버트 쿼크)
- 문영래 - 미사와(오세토 코지)
- 한호웅 - 키타노(산티 수다로스)
- 유동균 - 레오(로렌트 피에몬테시)
- 윤세웅 - 야카이(갈레인 엔구바보엑) / 윌리엄스의 할아버지(파이분 아난수완)
- 이규석 - 얀(얀 나우트라) / 수도승(수정노)
- 김래환 - 키엔(차우 벨 딘)
- 위훈 - 켄지(말릭 디우프)
- 김대중 - 윌리엄스(윌리엄스 벨)
- 안영아 - 웡의 아들(색선 안나트라크언키트)
- 최창석 - 수도승(홍슝-사에 세 아우이)